# امصلول (مكيراس)

تعديل مصدري - تعديل

امصلول هي إحدى قرى عزلة مكيراس بمديرية مكيراس التابعة لمحافظة البيضاء، بلغ تعداد سكانها 148 نسمة حسب تعداد اليمن لعام 2004.